# Аверенка
Аверенка — посёлок в Краснощёковском районе Алтайского края. Входит в состав Суетского сельсовета.

## География
Расположен на реке Суетка, в 5,5 км к северо-востоку от села Суетка.

## Население
| 1997 | 1998 | 1999 | 2000 | 2001 | 2002 |
| ---- | ---- | ---- | ---- | ---- | ---- |
| 68   | ↗70  | →70  | ↘63  | ↘62  | ↗70  |
| 2003 | 2004 | 2005 | 2006 | 2007 | 2008 |
| ↗72  | ↘61  | ↘58  | ↗61  | ↗64  | ↘59  |
| 2009 | 2010 | 2011 | 2012 | 2013 |      |
| ↗66  | ↗73  | →73  | ↗74  | ↘72  |      |

Национальный состав
Согласно результатам переписи 2002 года, в национальной структуре населения русские составляли 96 %.